# Южная и Восточная Сербия
Южная и Восточная Сербия (серб. Јужна и источна Србија) — один из пяти статистических регионов Сербии, созданный в 2010 году в соответствии с Номенклатурой территориальных единиц для целей статистики ЕС. Площадь 26 253 км², население (по данным переписи 2011 года) 1 511 тысяч человек, что делает его самым мало населённым статистическим регионом страны. Код по NUTS2 (фр. nomenclature des unités territoriales statistiques) — RS22.

## Состав и социально-экономические показатели
Включает в себя:
- Борский округ;
- Браничевский округ;
- Заечарский округ;
- Нишавский округ;
- Пиротский округ;
- Подунайский округ;
- Пчиньский округ;
- Топличский округ;
- Ябланичский округ.

Южная и Восточная Сербия является самым мало населённым статистическим регионом страны (21,8 %). При этом доля сербского населения находится на очень высоком уровне — 87,8 %. Регион в 2010 году располагался на последнем мести среди экономически неблагополучных: его ВВП составил в 2010 году 14,5 % от произведённого в Сербии или 63,9 % от среднего по стране. Во многом это объясняется характером рельефа местности — большая часть региона расположена на Восточно-Сербские горах и горах Копаоник (горы), что ограничивает возможности сельскохозяйственного её использования.